# جیمز کی. لیونز
جیمز کی. لیونز (انگلیسی: James K. Lyons؛۸ اکتبر ۱۹۶۰ – ۱۲ آوریل ۲۰۰۷) یک هنرپیشه و تدوین‌گر اهل ایالات متحده آمریکا بود.

## گزیده فیلمشناسی
- سم (۱۹۹۱)
- خودکشی باکره‌ها (۱۹۹۹)
- دور از بهشت (۲۰۰۲)